# 奪格
奪格（だっかく、英: ablative case）は、名詞の格の一つで、主に起点・分離（～から）を示す。従格・離格ともいう。着点を表す格である向格と対になる。

## 言語例
日本語では格助詞「から」「より」が起点を表すが、現代の口語では大部分の場合「より」は比較の基準を表す用法に限られる。
言語によっては起点を細かくいい分ける。ウラル語族のフィンランド語では「……の中から」という場合には出格を使用する。マジャル語では「……の中から」（出格）、「……の上から」（離格）、「……の傍から」（奪格）の3種類の区別がある。
インド・ヨーロッパ語族の言語の多くでは奪格と属格の区別がない（スラヴ語派、バルト語派、古代ギリシア語など）。独立した奪格がある言語は、インド・イラン語派、イタリック語派（ラテン語など）、およびアナトリア語派のヒッタイト語に限られる。インド・ヨーロッパ祖語までさかのぼっても奪格と属格は区別のないことが多く、単数では母音語幹(e/o)変化のみに奪格固有の語尾がある（サンスクリット aśva : aśvāt、ラテン語 equus : equō「馬から」< *-o-h2ed）。複数では奪格と与格の語尾が区別されない。
ラテン語では処格・具格を吸収し、また類推によって新しい語尾を発達させた。用法としても場所（～において）、手段（～によって）、絶対奪格等の多彩な用法をもった。